# Liselott Diem
Luise-Charlotte („Liselott“) Diem, geb. Bail (* 18. September 1906 in Wiesbaden; † 25. April 1992 in Köln) war eine deutsche Sportpädagogin.

## Leben
Die Tochter des Ministerialdirektors Ernst Bail und seiner Frau Mina Goerlach besuchte bis 1922 das Berliner Bismarck-Lyzeum, dann für jeweils ein Jahr die Frauenschule in Stanowitz bei Striegau und die Höhere Handelsschule in Berlin-Steglitz. Ihr Studium an der Deutschen Hochschule für Leibesübungen in Berlin beendete sie 1927 als Jahrgangsbeste.
Sie erwarb die Lehrbefähigung in Sportmassage, Volkstanz sowie Säuglingsgymnastik und verblieb an der Hochschule als Dozentin, wo sie als Leiterin das Frauenstudium aufbaute, bis sie am 1. Mai 1933 von den Nazis entlassen wurde.
1930 heiratete sie Carl Diem (Geburt der Kinder 1931, 1932, 1935, 1941)
Bis 1935 studierte sie an der Günther-Schule München-Berlin und erwarb die Lehrbefähigung für musisch/rhythmische Körperbildung. Bis 1946 war sie an verschiedenen Berliner Schulen als Sportlehrerin tätig, um dann in die Berliner Lehrplankommission für Sportunterricht zu wechseln.
Ab 1947 leitete sie die Frauenausbildung an der Deutschen Sporthochschule in Köln, wo sie 1965 Ordentliche Professorin für Didaktik und Methodik der Leibeserziehung wurde. Bereits 1955 wurde sie als erste deutsche Hochschullehrerin International Fellow der National Academy of Kinesiology. 1967 erhielt sie in Springfield (Massachusetts) die Ehrendoktorwürde und stieg zur Rektorin ihrer Hochschule auf, von 1969 bis 1971 war sie deren Prorektorin und 1974 erfolgte ihre Emeritierung.
In mehreren Forschungsprojekten zeigte sie die Bedeutung von Turnen und Sport im Kindergartenalter, während sie zeigen konnte, dass Babyschwimmen zwar kurzfristig einen Leistungsvorsprung der Babys brächten, der jedoch durch Kindergartensport wieder aufgeholt und überholt würde.

## Ehrungen
- 1967: Verdienstkreuz 1. Klasse des Verdienstordens der Bundesrepublik Deutschland
- 1976: Großes Verdienstkreuz des Verdienstordens der Bundesrepublik Deutschland
- 1986: Verdienstorden des Landes Nordrhein-Westfalen[3]
- 1986: Olympischer Orden